# 1674 в Україні
1674 в Україні — це перелік головних подій, що відбулись у 1674 році на території сучасних українських земель. Також подано список відомих осіб, що народилися та померли в 1674 році. Крім того, зібрано список пам'ятних дат та ювілеїв 1674 року.

## Події
- 17 березня — У Переяславі Івана Самойловича проголошено гетьманом «обох берегів Дніпра». Реальну владу на Правобережжі зміг здобути через два роки, коли, позбавлений підтримки низового козацтва і Османської імперії, Петро Дорошенко був змушений здати Чигирин і зректися гетьманства[1].
- Початок Чигиринських походів: війська Григорія Ромодановського та гетьмана Івана Самойловича рушили на Чигирин проте захопити місто не змогли, натомість здобувши Черкаси та Канів[2].

## Особи

### Призначено, звільнено

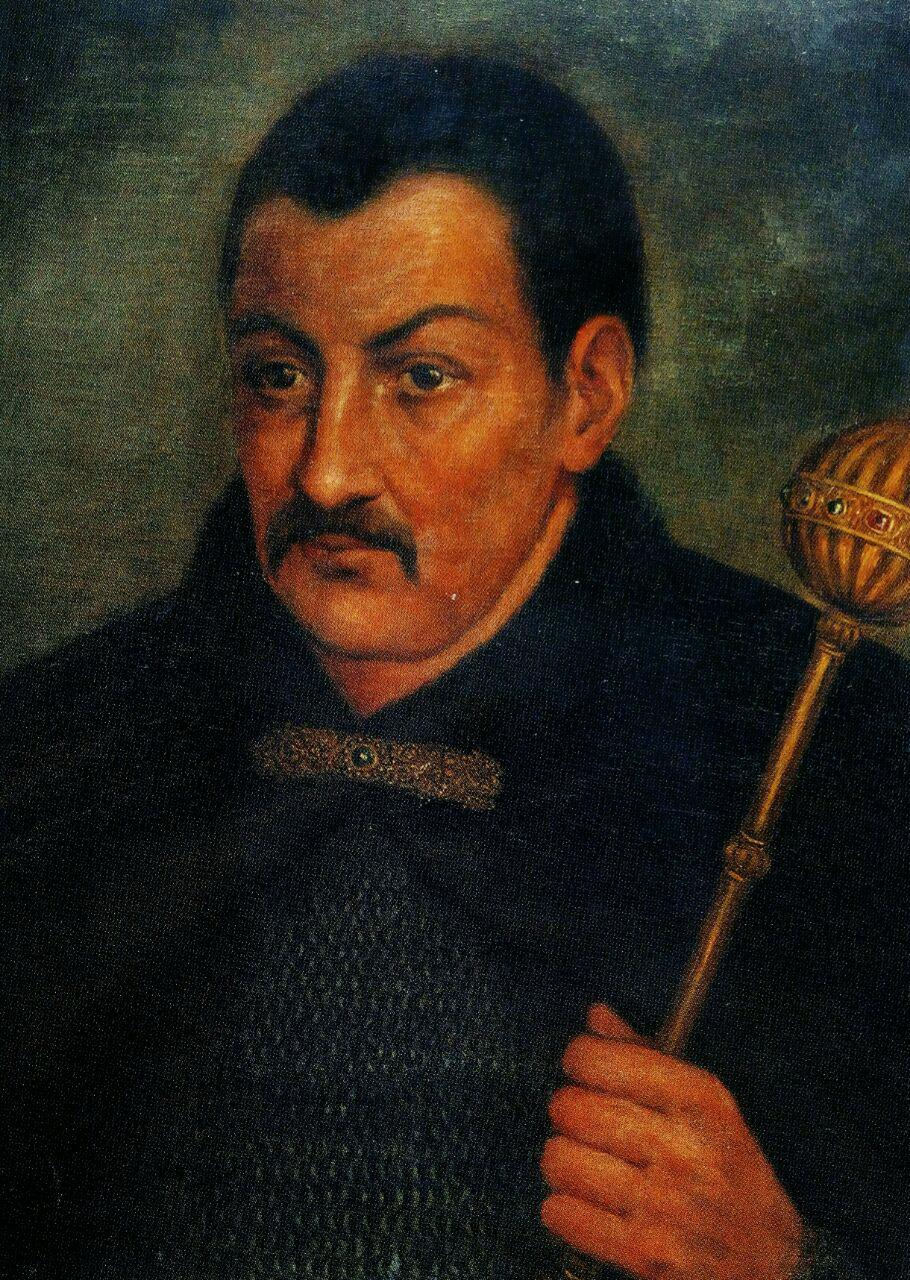
Гетьман «обох берегів Дніпра» Іван Самойлович

- 17 березня — Гетьманом «обох берегів Дніпра» проголошено Івана Самойловича[1].

### Народились
- Андрій Маркович Маркевич (Маркович) (*бл.1674 р., м. Прилуки — †23 січня 1747 р.) — державний діяч Гетьманщини. Учасник Батуринського погрому 1708 р.. Український землевласник-латифундист. Сотник Глухівський (1709 — 1714), полковник Лубенський (1714–1727), Генеральний Підскарбій (1729–1740). (пом. у 1709).
- Семен Васильович Чуйке́вич — Генеральний писар (наказний) в 1727 році та керівник Генеральної канцелярії за правління Данила Апостола (разом із Степаном Тарновським) під час Глухівського періоду в історії України. (пом. після 1744).
- Ґаляховський Данило[3] — український художник, гравер, вихованець Києво-Могилянської академії. (пом. у 1709).
- Георг Лішевський (нім. Georg Lisiewski — німецький художник-портретист, поляк за походженням. (пом. у 1750).

### Померли
- 11 лютого — Митрополи́т Гавриї́л Коле́нда ЧСВВ (у світі Юрій Коле́нда гербу Коленда (відміна гербу Болти), пол. Gabriel Kolenda herbu Bełty — єпископ Руської унійної церкви; з 24 квітня 1665 року — Митрополит Київський, Галицький та всієї Руси — 6-ий предстоятель Української греко-католицької церкви. (нар.. у 1606).
- Казимир Флоріан Чарторийський (пол. Kazimierz Florian Czartoryski — український князь, церковний та політичний діяч Речі Посполитої, Примас Королівства Польського і Великого князівства Литовського. (нар.. у 1617 / бл. 1620).

## Видання, твори
- Надруковано компілятивний огляд української і східноєвропейської історії «Синопсис Київський»[4]

## Пам'ятні дати та ювілеї
- 800 років з часу (874 рік):
  - другого походу князя Аскольда до Константинополя: було укладено мирну русько-грецьку угоду без облоги столиці Візантійської імперії[5][6]
- 650 років з часу (1024 рік):
  - жовтень — Листвинської битви між найманцями-варягами великого князя київського Ярослава Мудрого та чернігівсько-тмутороканською дружиною його брата князя Мстислава Володимировича Хороброго в якій переміг Мстислав та зберіг владу в Чернігівських землях[7].
- 575 років з часу (1099 рік):
  - битви в урочищі Рожне Поле (поблизу нинішнього міста Золочева Львівської області) в ході міжусобної війни на Русі в 1097—1100 роках, коли об'єднана галицька дружина Володаря та Василька Ростиславичів здобула перемогу над військом київського князя Святополка Ізяславича, поклавши край претензіям Києва на галицькі землі[8].
- 550 років з часу (1124 рік):
  - поділу Галичини між князями Васильковичами, з роду Василька Ростиславича, та Володаревичами.
- 525 років з часу (1149 рік):
  - захоплення Києва суздальським князем Юрієм Довгоруким[9][10][11] у ході міжусобної війни на Русі 1146—1154 років[12][13].
- 500 років з часу (1174 рік):
  - зайняття київського престолу смоленським князем Романом Ростиславичем[14], обіймав до 1176 року.
- 475 років з часу (1199 рік):

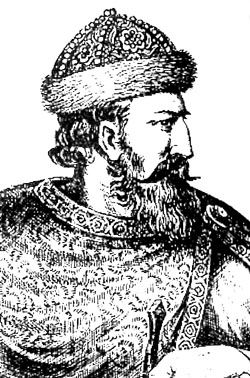
Засновник єдиного Галицько-Волинського князівства волинський князь Роман Мстиславович Великий

- - об'єднання волинським князем Романом Мстиславовичем Великим Галицької і Волинської земель і утворення єдиного Галицько-Волинського князівства[15].
- 400 років з часу (1249 рік):

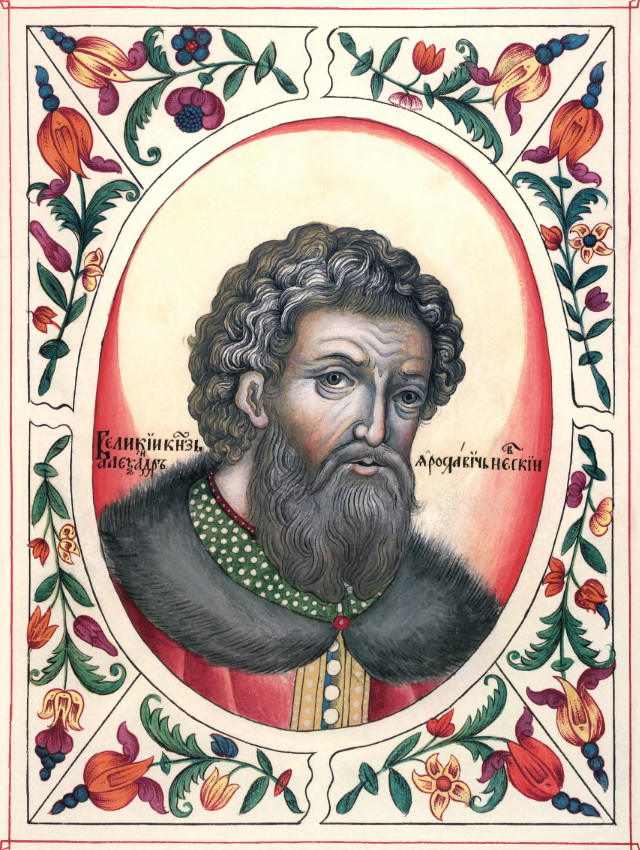
Великий князь київський Олександр Невський в 1649—1263 роках

- - отримання у Золотій Орді ярлика на княжіння в Києві князя новгородського Олександра Ярославовича Невського — Великого Князя Київського (до 1263 року)[16].
- 375 років з часу (1299 рік):
  - перенесення митрополитом Київський Максимом митрополію з Києва у місто Владимир на Клязьмі[17].
- 350 років з часу (1324 рік):
  - битви на річці Ірпінь між литовсько-руською армією Великого князя Литовського Гедиміна та дружиною Київського князівства під проводом київського князя Станіслава, що був васалом Золотої Орди. Здобувши перемогу, Гедимін призначив намісником Київського князівства Міндовга, князя Гольшанського, і приєднав до Великого князівства Литовського Київське, Волинське та Сіверське князівства[18].

- 325 років з часу (1349 рік):

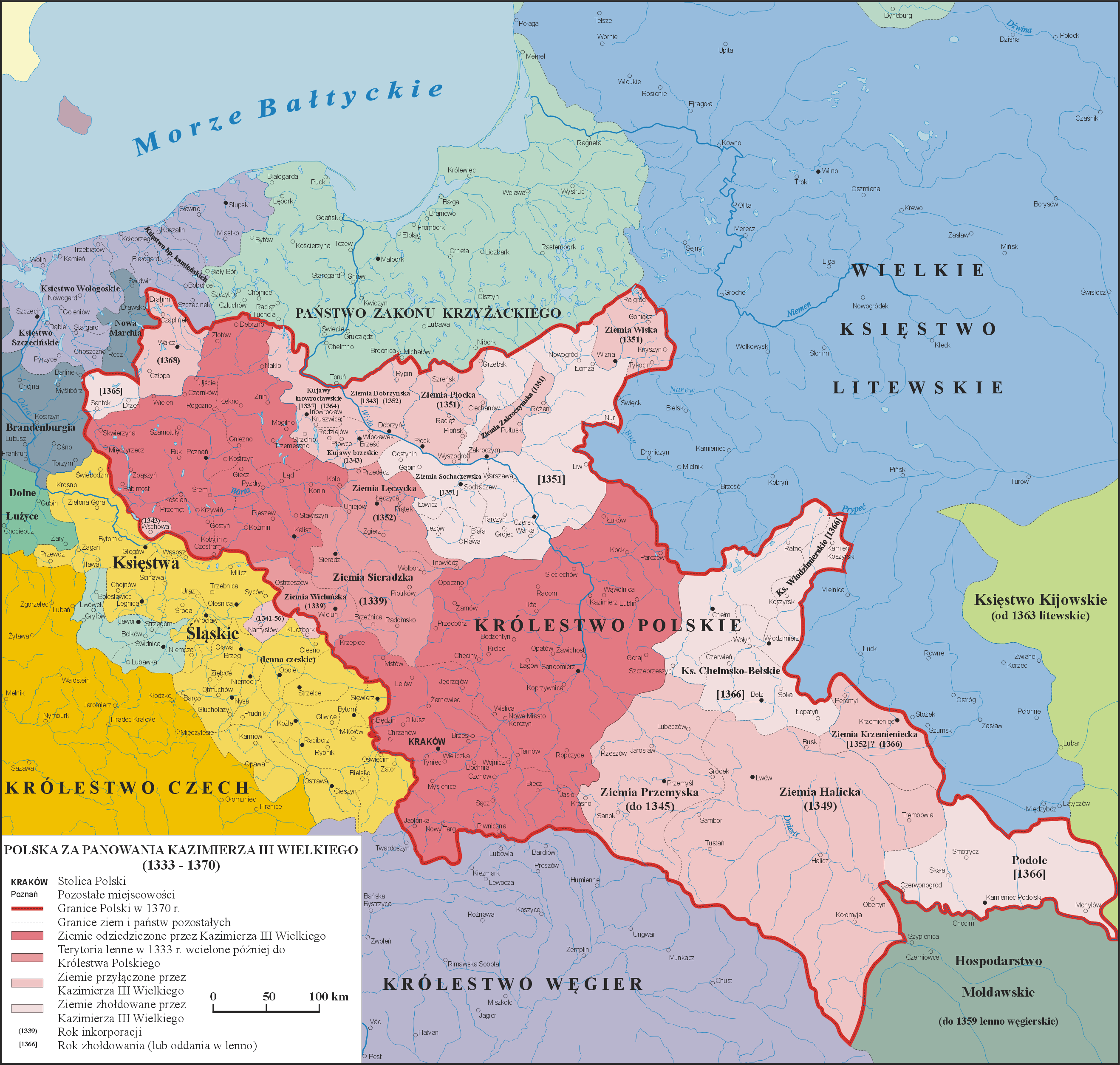
Володіння Короля Казимира. Червоним на карті позначено Королівство Польща, а білим карті позначено Королівство Русь

  - захоплення більшої частини Галичини зі Львовом включно і Волині польським королем Казимиром III Великим за підтримки Чехії та Угорщини, які по його смерті стали спадковими землями угорських монархів, котрі до початку ХХ століття титулувались королями Галичини та Володимирії[19].
- 275 років з часу (1399 рік):

- - 12 серпня — битви на річці Ворсклі, коли війська Золотої Орди під командуванням Едигея розгромили литовсько-русько-монгольсько-тевтонське військо Великого князя литовського Вітовта, котрий виступив на підтримку скинутого монгольського хана Тохтамиша[20].
- 225 років з часу (1449 рік):
  - заснування Кри́мського ха́нства (ханату)[21][22] (крим. Qırım Hanlığı, قريم خانلغى‎), самоназва — Кримський престол[21] (крим. Taht-i Qırım ve Deşt-i Qıpçaq, Та́хт-і Крим вє Де́шт-і Кипча́к на чолі якого стояла станово-представницька історична кримськотатарська династія Ґераїв.

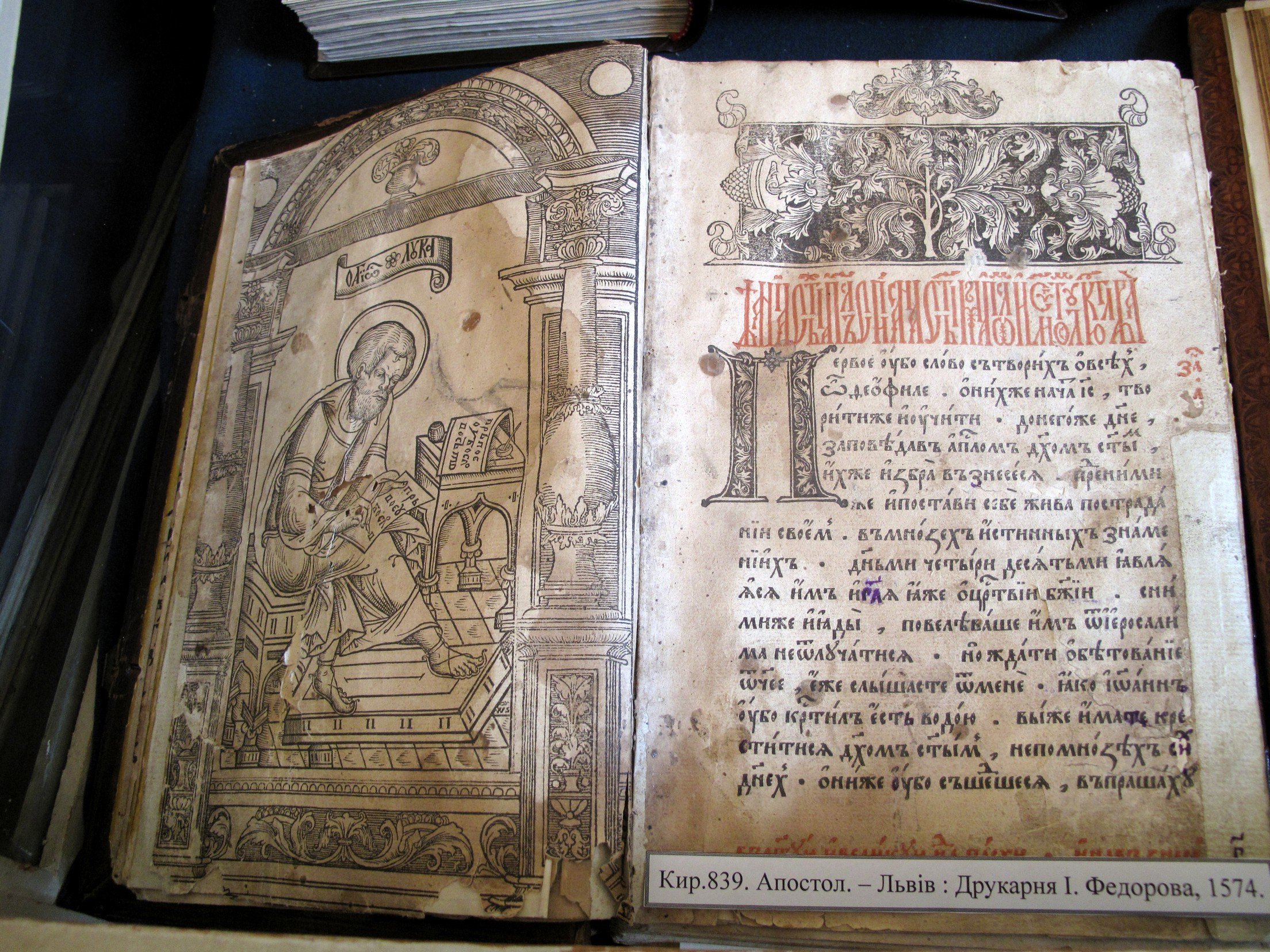
«Апостол», 1574 рік з НБУВ

- 100 років з часу (1574 рік):

- - 24 лютого — випуску видання «Апостол» українського друкаря Івана Федорова у Львові[23][23][24][24].
  - участі українських козаків на чолі з низовим гетьманом Іваном Свирговським у турецько-молдавській війні[25].
- 75 років з часу (1599 рік):

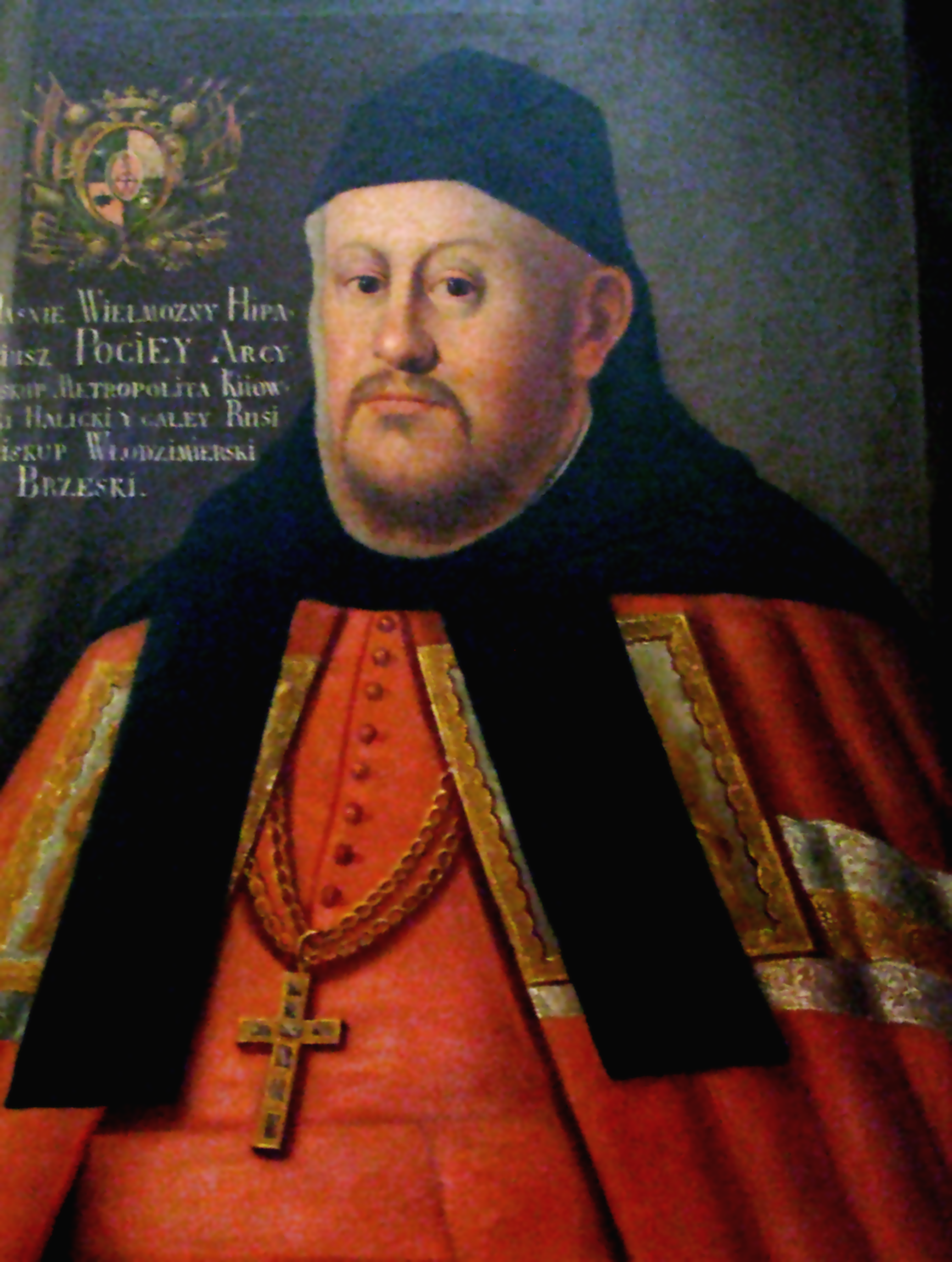
Митрополит Київський Галицький і всієї Русі УГКЦ Іпатій (Потій)

- - двох морських походах кошового отамана запорозького козацтва Федора Полоуса та осавул низових козаків Семена Скалозуба[26].
  - 26 вересня — обрання другим Митрополитом Київським Галицьким і всієї Русі УГКЦ обрано Іпатія (Потія) (по смерті митрополита Михайла Рагози — до 1613 року)[27][28].
- 50 років з часу (1624 рік):
  - Травень — вересень — походи на Константинополь українських козаків на чолі з реєстровим козацьким гетьманом Михайлом Дорошенком та кошового отамана Грицька Чорного[29][30].
- 25 років з часу (1649 рік):

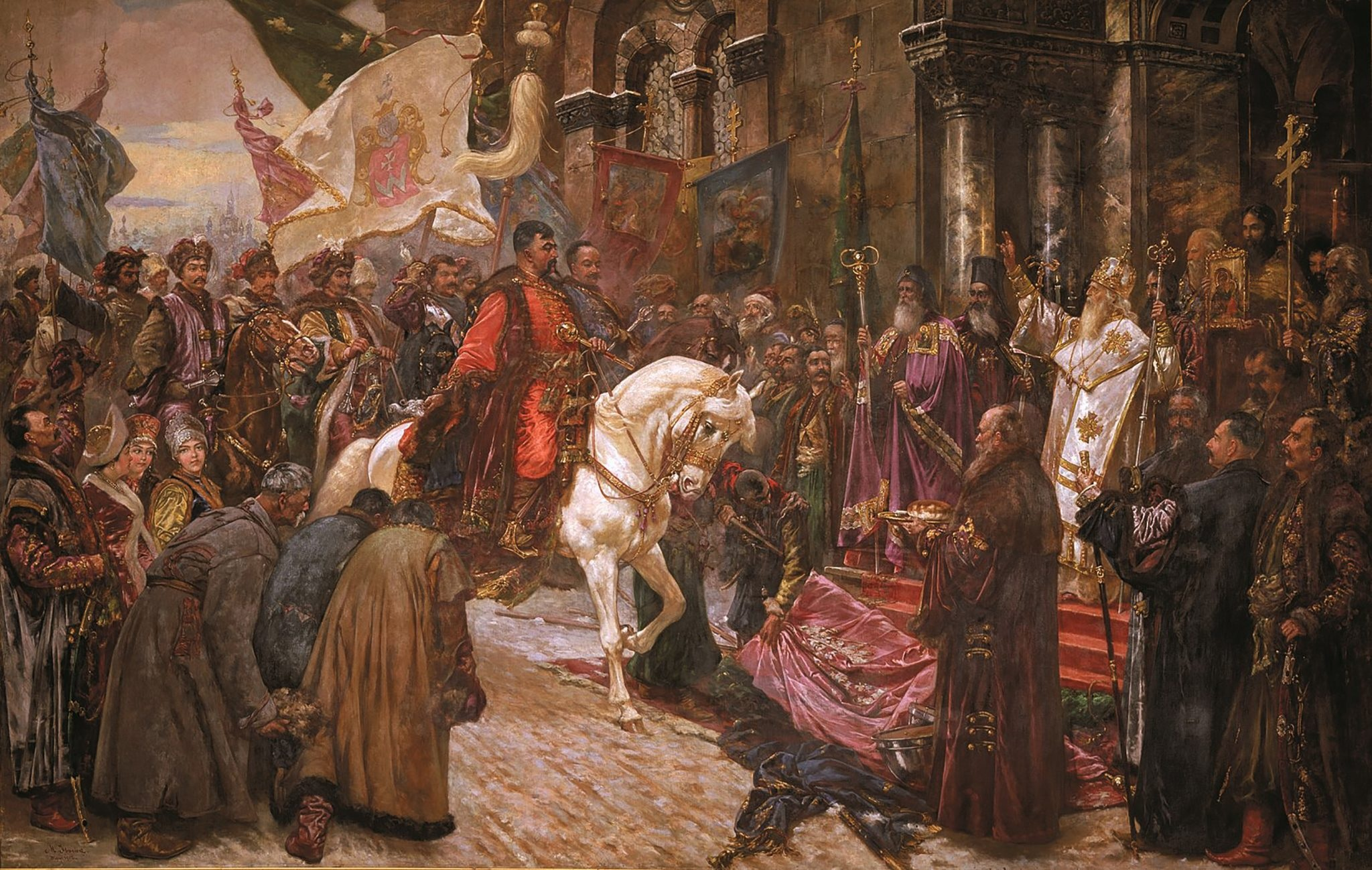
В'їзд Богдана Хмельницького до Києва

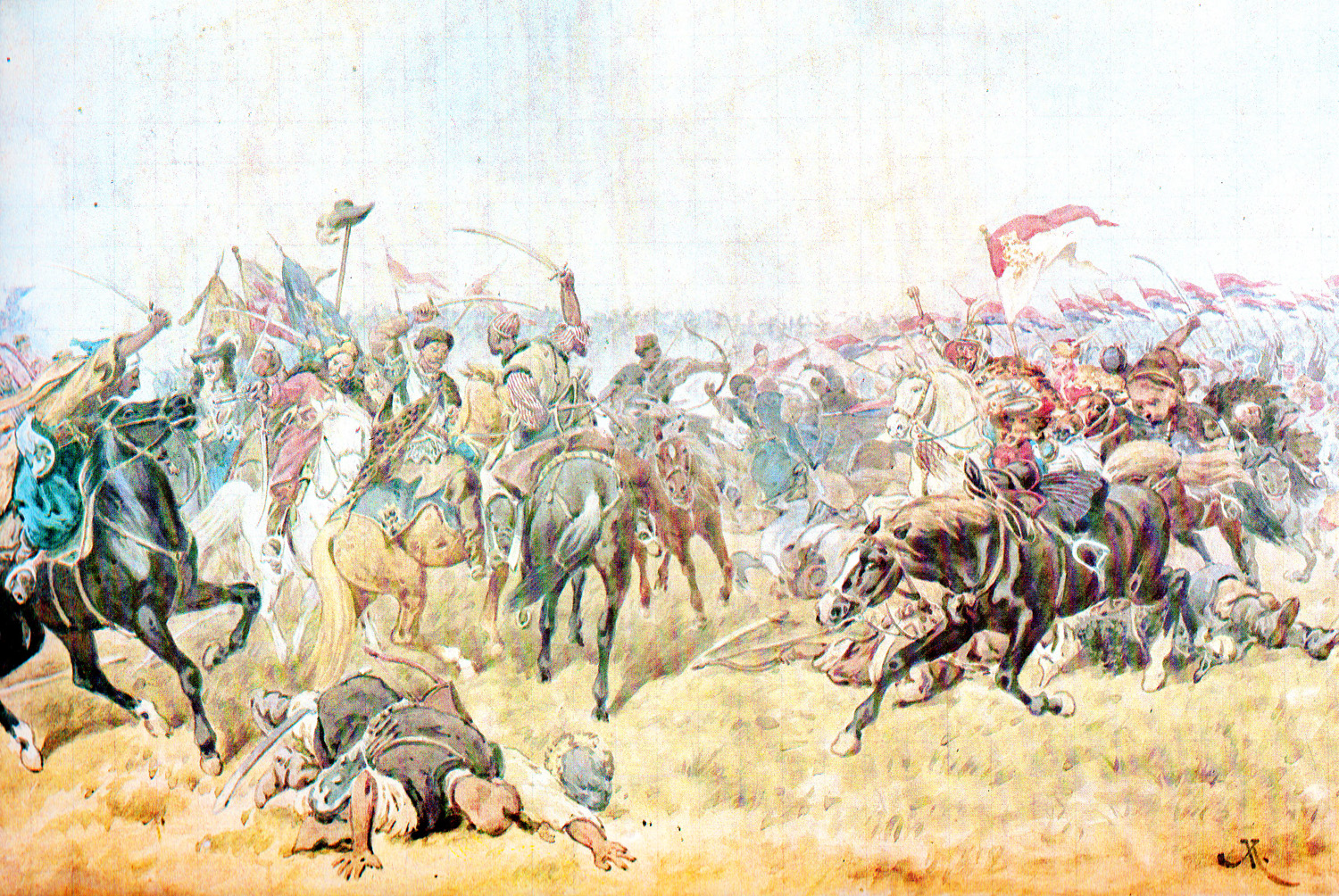
Битва під Зборовом. Юліуш Коссак, 1897.

- - 2 (14) січня (або 27 грудня 1648 року) — тріумфального в'їзду гетьмана Богдана Хмельницького до Києва, де його особисто вітали київський митрополит Сильвестр і єрусалимський патріарх Паїсій та багатотисячний натовп містян[31][32][33]
  - 6 (16) серпня — перемога війська Богдана Хмельницького в дводенній Зборівській битві проти коронного війська під командуванням польського короля Яна II Казимира[34].
  - 18 серпня — підписання Зборівського договору між королем Речі Посполитої Яном ІІ Казимиром з одного боку і Військом Запорозьким на чолі з гетьманом Богданом Хмельницьким з другого, який легалізував самоврядність Війська Запорозького, Гетьманщини, у межах Київського, Чернігівського та Брацлавського воєводств, відновлювалась православна Київська митрополія, накладалась заборона на перебування в контрольованій козаками Україні євреїв та польських військ[35][36].

### Міст, установ та організацій
- 775 років з часу (899 рік):
  - заснування поселення Лтава, відомого зараз як місто Полтава[37][38]
- 500 років з часу (1174 рік):
  - 12 липня — першої письмової згадки про місто Полтава[39], коли в Іпатіївському літописі було описано укріплення на ріці Лтаві[40].
- 350 років з часу (1324 рік):
  - надання Магдебурзького права місту Володимиру-Волинському.
- 125 років з часу (1549 рік):
  - надання Магдебурзького права місту Калушу.
  - перших письмових згадок про села Буданів (Теребовлянський район), Звиняч (Чортківський район) на сучасній Тернопільщині.
- 100 років з часу (1574 рік):
  - перших письмових згадок про села Жеребки та Поділля (нині Підволочиського району Тернопільської області)

### Видатних особистостей

#### Народження
- 650 років з часу (1024 рік):

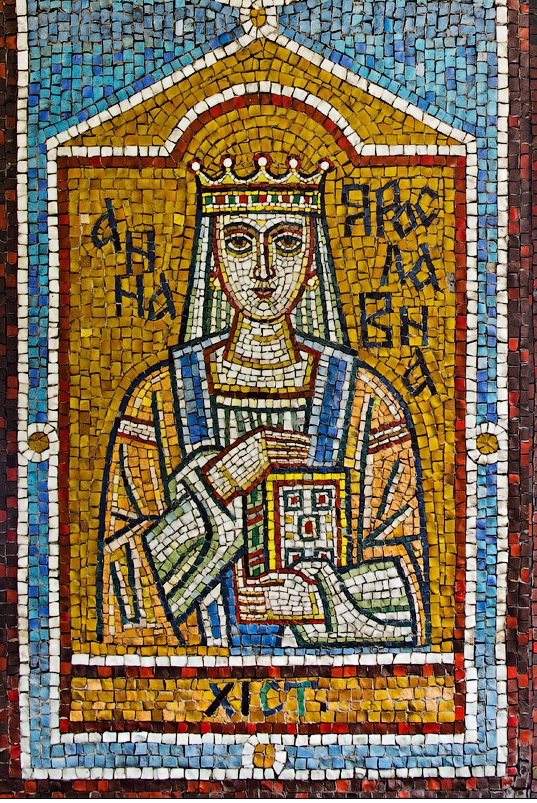
донька князя Ярослава Мудрого Анна Ярославна (1024—1079)

  - народження Анни Ярославни — королеви Франції (1051—1060 рр.); доньки князя Ярослава Мудрого і шведської принцеси Інгігерди, другої дружини французького короля Генріха I Капета. (пом.. 1079)[41].
  - народження Ізясла́ва Яросла́вича — Великого князя київського (1054—1068, 1069—1073, 1077—1078)[21]. Зять польського короля Мешка ІІ (з 1043)[21]. (пом.. 1078).
- 250 років з часу (1424 рік):
  - 31 жовтня — народження Владислава III Варненчика (пол. Władysław III Warneńczyk) — король польський (з 1434), король угорський як Уласло I (угор. I. Ulászló, з 1440), володар та спадкоємець Русі (Галицько-Волинського князівства)[42]. (пом.. 1444)
- 200 років з часу (1474 рік):
  - народження Павла Русина — українського та польського поета і мислителя доби Відродження[43]. (пом.. 1517).
- 100 років з часу (1574 рік):
  - народження Йо́сифа Велями́на-Ру́тського[44] — єпископа Руської унійної церкви, з 1613 року — третього Митрополита Київського, Галицького та всієї Руси — предстоятеля Руської унійної церкви. (пом. 1637).

#### Смерті

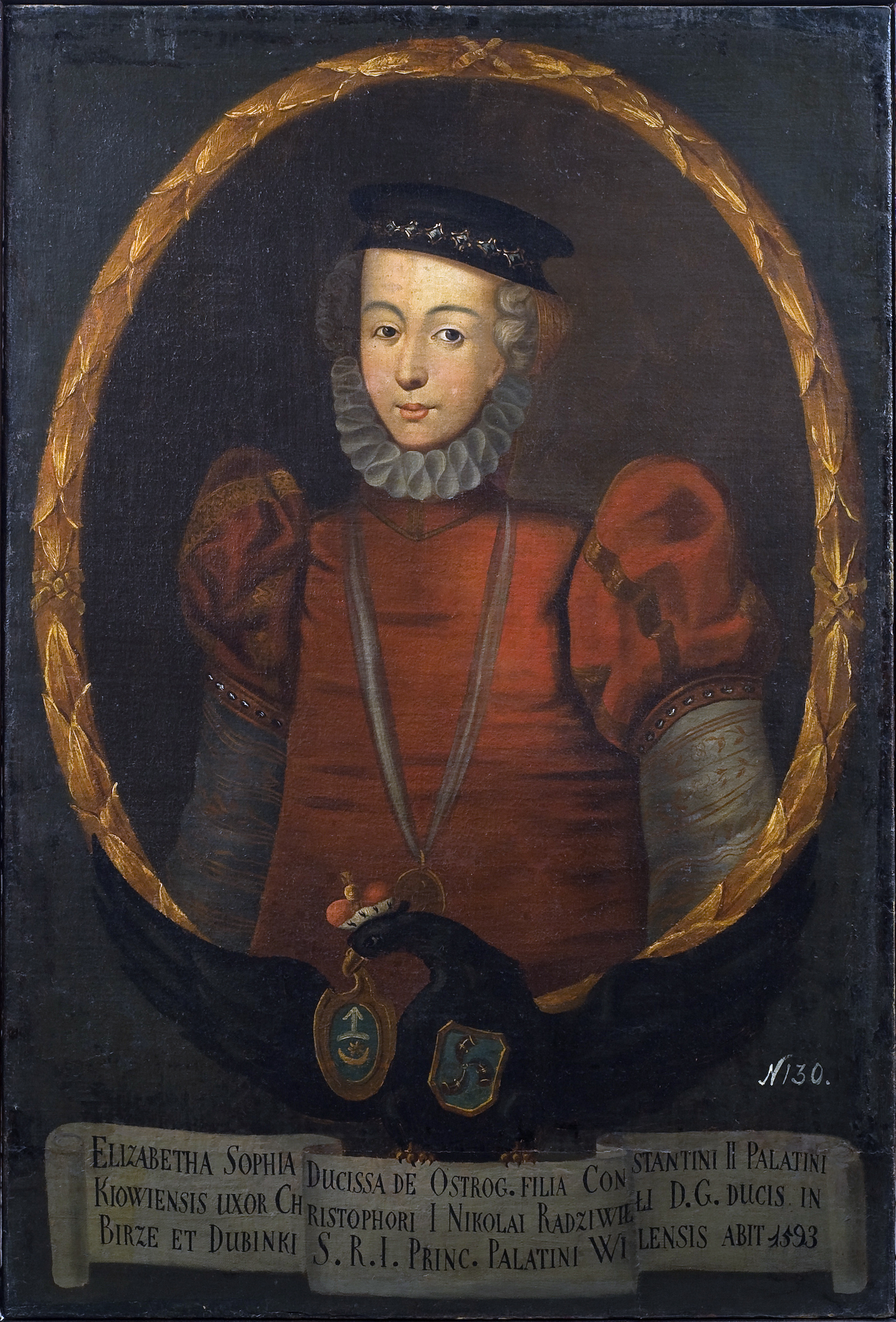
руська (українська) княжна Єлизавета Софія Острозька

- 625 років з часу (1049 рік):
  - смерті Феопемпта — Митрополита Київського і всієї Русі.
- 600 років з часу (1074 рік):

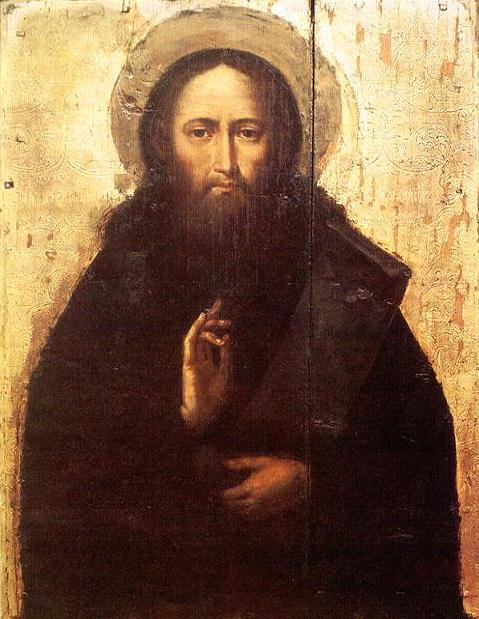
Ікона Феодосія Печерського

- - смерті Анастасії Ярославни — королеви Угорщини (1046—1061 рр.), дружини короля Андрія I; доньки Ярослава Мудрого та Інгігерди. (нар.. 1023).
  - 3 травня — смерті Феодосія Печерського — ігумена Києво-Печерського монастиря, одного з основоположників чернецтва на Русі. (нар.. бл. 1009).
- 575 років з часу (1099 рік):
  - 12 червня — смерті Мстислава (Мстиславця) Святополковича — князя володимирського, ймовірно старшого сина Великого князя київського Святополка Ізяславича[45].
- 550 років з часу (1124 рік):
  - 28 лютого — смерті Василька Ростиславича[46]) — теребовлянського князя, який разом з братами Рюриком та Володарем — один із засновників незалежного Галицького князівства. (нар.. бл. 1066).
  - 19 березня — смерті Волода́ра Ростиславича — князя звенигородського (1085—1674) та перемиського (1092—1124) з династії Рюриковичів.
- 475 років з часу (1199 рік):
  - смерті Володимира Ярославича — галицького князя, останнього з гілки роду — Ростиславичів галицьких. (нар.. бл. 1151).
  - смерті Ярослава Мстиславича (Красного) — князя переяславського (1187—1199), сина князя Мстислава Юрійовича і онука Юрія Долгорукого.
  - 25 грудня — смерті Ілони Угорської — угорської принцеси з династії Арпадів, доньки короля Угорщини Гези II та київської княжни Єфросинії Мстиславівни. (нар.. бл. 1145).
- 425 років з часу (1249 рік):
  - смерті Агапіта I — церковного діяча часів занепаду Великого князівства Київського, архімандрита Києво-Печерського монастиря.
- 150 років з часу (1524 рік):
  - смерті Гази́ I Ґера́я (крим. I Ğazı Geray, ١ غازى كراى‎ — кримського хана у 1523—1524 роках із династії Ґераїв. (нар.. 1504)[47].
- 125 років з часу (1549 рік):
  - смерті Мака́рія Туча́пського — намісника митрополита Київського, Галицького та всієї Руси в Галичині (1535—1539), першого (по відновленні Галицької єпархії) православного єпископа львівськиого (з 1539 року)[48].

- 100 років з часу (1574 рік):

Перший Митрополит Київський, Галицький та всієї Русі Михайло (Рагоза)

  - смерті Костянтина Корибута-Вишневецького — руського (українського) магната, князя гербу Корибут, старости житомирського у 1571—1574 роках.
- 75 років з часу (1599 рік):
  - 18 липня / 15 серпня — смерті Миха́йла Васи́льовича Рагóзи (деколи Рогози, пол. Michał Rahoza) — діяча Православної, а згодом Руської Унійної Церкви у Речі Посполитій, Першого Митрополита Київського, Галицького та всієї Русі УГКЦ. (нар. після 1540)[49].

- - 26 серпня — смерті Єлизавети Софії Острозької — руської (української) княжни XVI століття з роду Острозьких, старшої доньки князя Костянтина Василя Острозького та шляхтянки Софії Тарновської. (нар. бл. 1557).
- 50 років з часу (1624 рік):

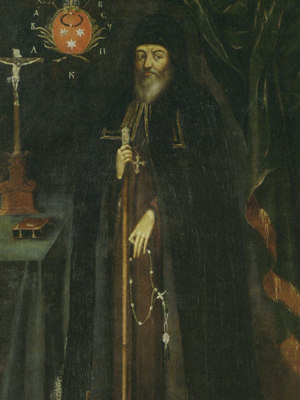
Архімандрит Києво-Печерської лаври Єлисей Плетенецький

- - смерті Єлисе́я Плетене́цького — українського православного церковного, культурного і громадського діяча, просвітителя, письменника, Архімандрита Києво-Печерської лаври. (нар.. між 1550 та 1554).
  - смерті Христофо́ра Філале́та (лат. Christophor Philaleth, пол. Chrystofor Filalet, Krzysztof Broński[50] — українського письменника-полеміста з Волині, вихованця Острозької академії[51], філософа, автора полемічного твору «Апокрисис» (1597), спрямованого проти Берестейської церковної унії 1596 року.
- 25 років з часу (1649 рік):
  - смерті Кіндрата Дмитровича Бурлія (Бурля́я[52], Бурлю́й) — гадяцький полковник (1648—49), один із найближчих сподвижників Богдана Хмельницького. (пом. після 1655).
  - 3 серпня — смерті Миха́йла (Станісла́ва) Криче́вського (Кречо́вського)[53]) — військового діяча, з 1643 року полковник Чигиринського полку i Київського полку (1648) реєстрових козаків, наказного гетьмана українського козацтва.